# Женская сборная Нидерландских Антильских островов по волейболу
Женская национальная сборная Нидерландских Антильских островов по волейболу (нидерл. Nederlands Antilliaanse dames volleybalteam) — до 2010 года представляла Нидерландские Антильские острова на международных волейбольных соревнованиях. Управляющей организацией выступал Волейбольный союз Нидерландских Антильских островов (нидерл. Nederlands Antilliaanse Volleybal Bond — NAVOBO).

## История
Волейбольный союз Нидерландских Антильских островов был образован в 1955 году и тогда же вступил в ФИВБ, наряду в федерациями волейбола ещё трёх стран североамериканского континента — Доминиканской Республики, Кубы и Мексики. До этого в ФИВБ состояли только две страны, представлявшие Северную, Центральную Америку и Карибский регион — США и Гватемала.
Свои первые матчи на международной арене женская волейбольная сборная Нидерландских Антильских островов провела в январе 1959 года на проходивших в столице Венесуэлы Каракасе Центральноамериканских и Карибских играх. В турнире участвовали всего три сборные и антильские волейболистки, замкнув турнирную таблицу, по два раза проиграв командам Мексики и Венесуэлы, стали тем не менее бронзовыми призёрами соревнований.
В 1971 году на Кубе прошёл 2-й чемпионат Северной, Центральной Америки и Карибского бассейна (NORCECA) и среди четырёх его участников была и сборная Нидерландских Антильских островов. Победив в первом же матче сборную Пуэрто-Рико 3:0 и затем уступив с тем же счётом командам Кубы и Мексики, антильские волейболистки стали в итоге третьими. По политическим причинам на чемпионат не прибыли сборные США и Канады — одни из сильнейших в регионе. В последующем в период с 1977 по 1985 годы сборная Нидерландских Антил ещё трижды приняла участие в континентальных первенствах, но все три раза занимала 7-е места, а после ограничения с 1991 года числа участвующих в турнире команд квалифицироваться на чемпионаты NORCECA ей ни разу не удалось.
В 1991 году в Суринаме был проведён первый Карибский чемпионат по волейболу, хотя в заявке числились всего две сборные — Суринама и Нидерландских Антильских островов. В противостоянии этих двух голландоязычных стран региона сильнее оказались антильские волейболистки. В дальнейшем антильская команда ещё 6 раз принимала участие в Карибском первенстве и в 2002 стала бронзовым призёром турнира.
10 октября 2010 года Федерация Нидерландских Антильских островов была распущена, а ещё годом ранее волейбольные союзы составлявших её территорий (Кюрасао, Бонайре, Синт-Мартена, Синт-Эстатиуса и Сабы) вошли в NORCECA в качестве самостоятельных членов. При этом Волейбольный союз Нидерландских Антил по состоянию на начало 2015 года сохраняет формальное членство в Международной федерации волейбола (ФИВБ), хотя фактически его преемником стал Федерация волейбола Кюрасао.
В отборочном турнире чемпионата мира 2014 участвовали уже самостоятельные национальные команды Кюрасао, Бонайре, Синт-Мартена и Синт-Эстатиуса. Подавляющее большинство игроков бывшей сборной Нидерландских Антильских островов ныне выступают за сборную Кюрасао.

## Результаты выступлений и составы

### Чемпионаты мира
В чемпионатах мира 1952—1998 (основной турнир и квалификация) сборная Нидерландских Антильских островов участия не принимала.
- 2002 — не квалифицировалась
- 2006 — не квалифицировалась
- 2010 — не квалифицировалась
- 2006 (квалификация): Йенретт Коффи, Кристал Грегориус, Шерри Ховелл, Наоми Монте, Рахел Герман, Шеллери Куандис, Хелма-Хендрика Стам, Гислейн Сент-Хилайр, Геральдин Грегориус, Сонела Филипс, Юдеска Франсиска, Марица Адамсон. Тренер — Хуан-Карлос Лоаиза.
- 2010 (квалификация): Царина Ванга, Юдеска Франсиска, Нитца Хой, Наоми ван дер Хувен, Жанне Келлер, Шеллери Куандис, Самира Лёйс, Юлади Селестина, Кристин Антони, Сонела Филипс, Кристал Грегориус, Клодетт ван Арнеман, Розелин Мариана, Эйнике Гулу. Тренер — Патрисио Бриджуотер.

### Чемпионат NORCECA по волейболу
Сборная Нидерландских Антильских островов участвовала только в четырёх чемпионатах NORCECA.
- 1971 —  3-е место
- 1977 — 7-е место
- 1981 — 7-е место
- 1985 — 7-е место
- 1977: Сельма Кларк, Мигда Комененсия, Лурдес Даниэль, Магда Фанейт, Этлин Франкен, Элизабет ван Ламун, Виолетт Лейто, Сислин Луиза, Мария Люсия, Геральдин Мартина, Рутмила Огения, Марвис Зинк-Аманда. Тренер — Мейллер Лоуренс.

### Центральноамериканские и Карибские игры
Сборная Нидерландских Антильских островов участвовала только в четырёх волейбольных турнирах Центральноамериканских и Карибских игр.
- 1959 —  3-е место
- 1978 — 8-е место
- 1982 — 6-е место
- 1986 — 7-е место
- 1959: Люсиль Бернардина, Гарсела Бом, Альбертина Босни, Мария Коффейберг, Геральдина Рас, Марлен Рингелинг, Терезита Самбре, Мейнтье Сингер, Йозефа Спрокел, Антолина Валле, Мария Верна, Георгин Вонг.

### Карибский чемпионат
- 1-е место — 1991.
- 3-е место — 2002.
- 4-е место — 2008.
- 5-е место — 1996.
- 6-е место — 1998, 2010.
- 7-е место — 1993.